# Prix de la Société de photographie (Tokyo)
Le prix de la Société de photographie (「写真の会」賞, Shashin no Kai shō) est un prix décerné tous les ans depuis 1989 par la Société de photographie à Tokyo (写真の会, Shashin no Kai) pour récompenser des œuvres remarquables en photographie.
Les récipiendaires du prix ne sont pas limités aux photographes mais incluent les personnes, les organisations et les entreprises qui ont contribué à la photographie. Depuis de nombreuses années, plus d'un prix est décerné.
| -  | Année | Photographe                                                                     |
| -- | ----- | ------------------------------------------------------------------------------- |
| 1  | 1989  | Hiroshi Ōshima, Kiyoshi Suzuki, Michio Nakagawa                                 |
| 2  | 1990  | Seiichi Furuya, Takuma Nakahira, Nobuyoshi Araki                                |
| 3  | 1991  | Yutaka Takanashi, Kurō Doi                                                      |
| 4  | 1992  | Nobuyoshi Araki, Isao Hirachi, Kōji Onaka                                       |
| 5  | 1993  | Hiroh Kikai, Jōtarō Shōji, Kazuhiko Ishii                                       |
| 6  | 1994  | Yutaka Senoo                                                                    |
| 7  | 1995  | Kiyoshi Tanno, Seiichi Motohashi, Itsurō Naraki                                 |
| 8  | 1996  | Masato Seto, Toppan Printing et autres                                          |
| 9  | 1997  | Kazuhiko Motomura (editor)                                                      |
| 10 | 1998  | Hachirō Hamada, Toshio Sakai, Yukari Mutō                                       |
| 11 | 1999  | Ishiuchi Miyako, Naoyoshi Hikosaka, Kōsai Hori, Ryūji Miyamoto, Masao Mochizuki |
| 12 | 2000  | Yutaka Kanase, Jun'ichi Ōta, Keiko Harada (editor), Masafumi Sanai              |
| 13 | 2001  | Rika Noguchi, Masaki Hirano                                                     |
| 14 | 2002  | Yoshihiko Seki, Photographers' Gallery (Tokyo), Mariko Terashima                |
| 15 | 2003  | Ishiuchi Miyako, Katsuhito Nakazato                                             |
| 16 | 2004  | Asako Narahashi, Ken Kitano                                                     |
| 17 | 2005  | Akihiko Hirashima et autres                                                     |
| 18 | 2006  | Kensuke Kazama, Yōko Matsui                                                     |
| 19 | 2007  | Seiichi Furuya                                                                  |
| 20 | 2008  | Daidō Moriyama, Ichirō Kojima (posthume)                                        |
| 21 | 2009  | Shūji Mizobe                                                                    |

## Source de la traduction
- (en) Cet article est partiellement ou en totalité issu de l’article de Wikipédia en anglais intitulé « Society of Photography Award » (voir la liste des auteurs).